# Balduino VI de Flandes

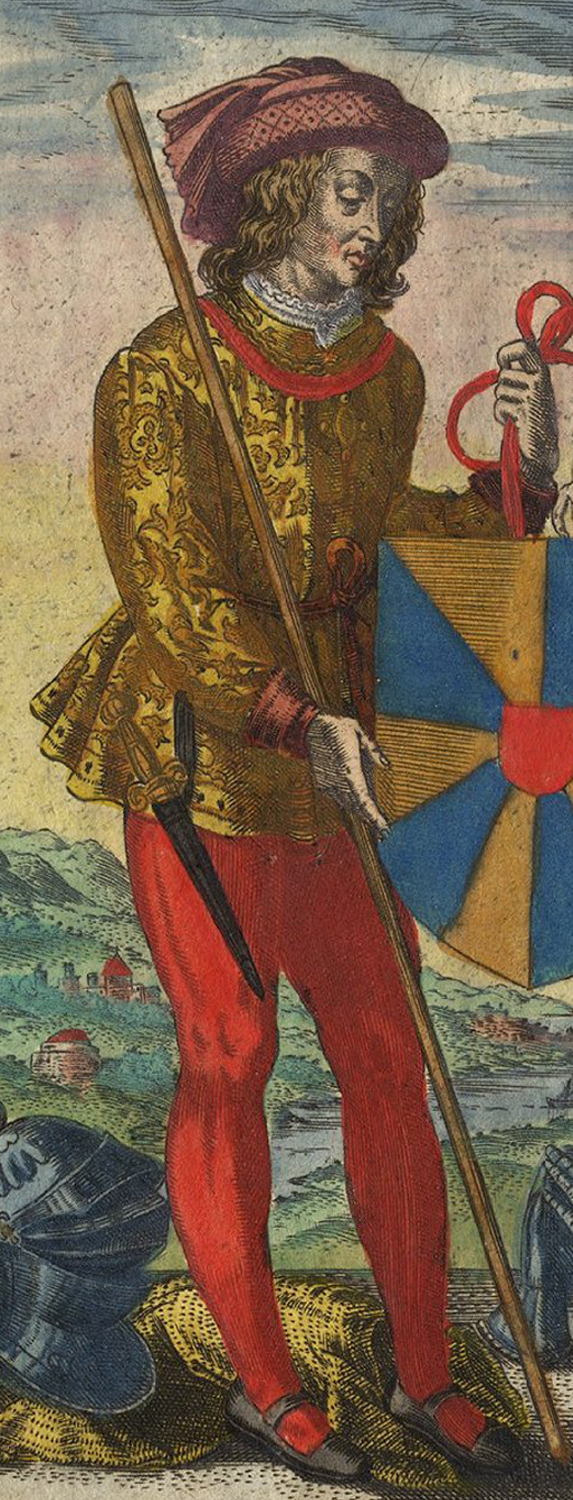
Balduino VI de Flandes

Balduino VI de Flandes (c. 1030 - 17 de julio de 1070), llamado Balduino de Mons y Balduino el Bueno, fue brevemente conde de Flandes, desde 1067 hasta 1070. También, por matrimonio, conde de Henao de 1051 a 1070.
Fue el hijo mayor de Balduino V de Flandes y Adela, condesa de Corbie y por línea femenina nieta del rey Roberto II de Francia.

## Historia
En 1051 su padre le hizo casarse con Richilda, condesa de Henao, viuda de Herman de Henao, conde de Mons y marqués de Valenciennes, entrando en posesión del condado con el título de Balduino I. Al existir consanguinidad los esposos fueron excomulgados por el obispo de Cambrai, pero en 1057 obtuvieron la dispensa acordada por el papa Víctor II. En calidad de conde de Henao reconoció la guilda de Valenciennes y restauró la abadía de Hasnon.
A la muerte de su padre, en 1067, heredó el condado de Flandes, donde inmediatamente procedió a fundar la abadía de Grammont. Sintiéndose enfermó dejó regulada su herencia en la asamblea de Audenarde: al mayor, Arnulfo III, dejaba Flandes, bajo la tutela de su hermano Roberto el Frisón, y al menor, Balduino, Henao con su esposa Richilda como tutora. En caso de muerte de uno de los hermanos, el otro heredaría su parte. Pero estas previsiones no se cumplieron y a la muerte de Balduino Richilda ejerció un gobierno tiránico que provocó la sublevación de los flamencos. Estos ofrecieron la corona al hermano de Balduino, Roberto, mientras Richilda encontró la ayuda del rey de Francia Felipe I. En febrero de 1071 Roberto obtuvo una rotunda victoria en la batalla de Cassel, en la que Arnulfo III perdió la vida y Richilda fue hecha prisionera. A raíz de ello los condados volvieron a separarse, quedando Flandes para Roberto el Frisón, quien gobernará como Roberto I, y Henao para el hijo menor de Balduino, Balduino II de Henao.